# Chepstow Railway Bridge
Die Chepstow Railway Bridge führt die zweigleisige Gloucester–Newport Line bei Chepstow über eine Biegung des River Wye, der hier die Grenze zwischen England und Wales und zwischen den Grafschaften Gloucestershire und Monmouthshire bildet. Wenige Meter nördlich von ihr quert die Straßenbrücke der A48 den Fluss.
Die ursprüngliche Brücke war eine von Isambard Kingdom Brunel für die South Wales Railway entworfene und 1852 eröffnete Eisenbahnbrücke, die als Vorläufer seiner Royal Albert Bridge gilt. 1962 wurde die gegenwärtige Brücke auf den Pfeilern der ursprünglichen Brücke errichtet.

## Lage
Die Brücke überquert den River Wye etwa 4 km oberhalb seiner Mündung in den Ästuar des Severn, dessen Tidenhub zu den größten der Welt gehört. Bei der Brücke in Chepstow beträgt der Tidenhub bis zu 13,5 m und die dabei auftretende Strömung erreicht 10,5 kn (~ 19 km/h). Die Brücke steht zwischen dem hohen Prallhang am östlichen Ufer und dem niedrigen Gleithang vor Chepstow. Sie besteht daher aus einer Hauptbrücke über dem Fluss und einer Vorlandbrücke.

## Chepstow Railway Bridge (1852)

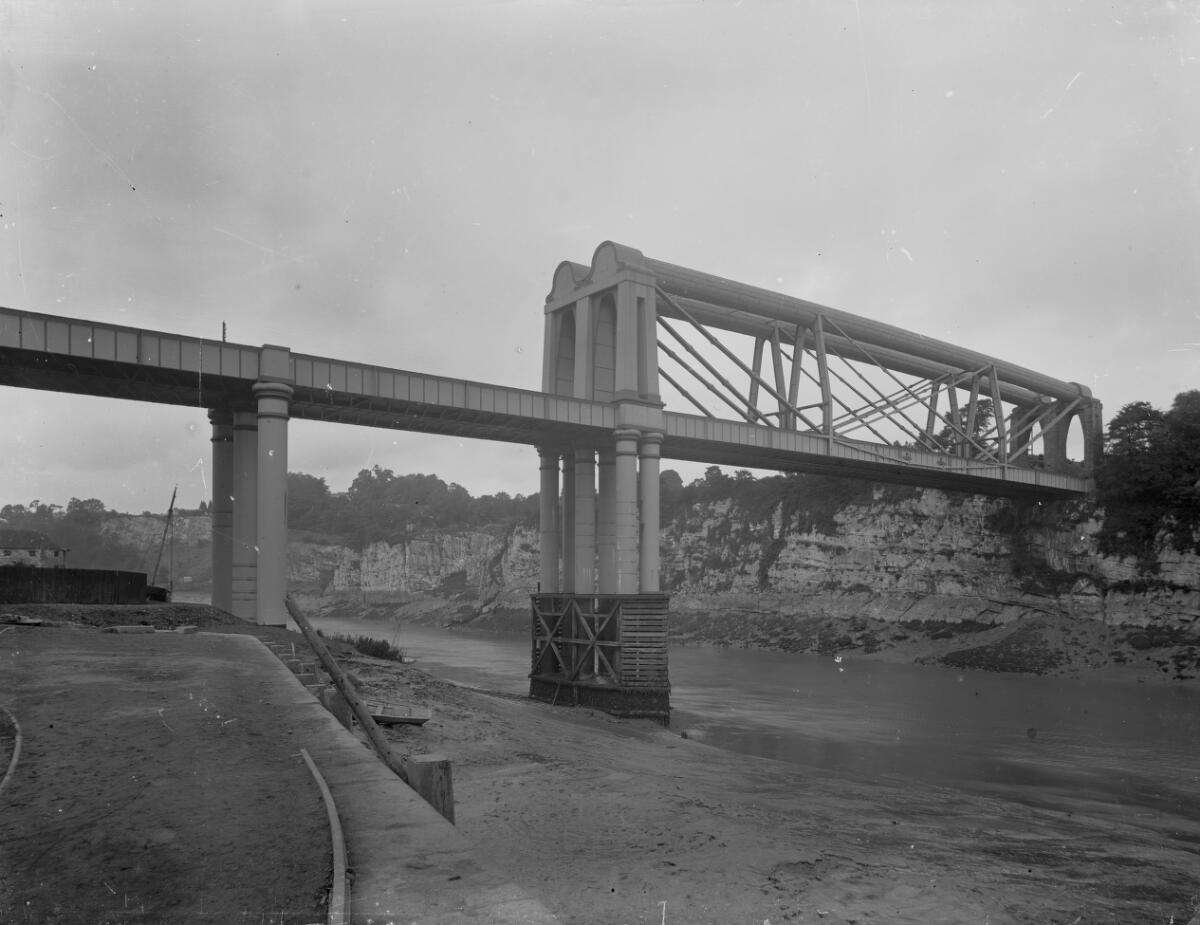
Brunels Brücke
(Foto von Martin J. Ridley, um 1905)

Die Überquerung des River Wye stellte Brunel vor einige Probleme. Die Admiralität bestand darauf, dass die Brücke mindestens eine lichte Weite von 300 ft (91,4 m) und eine Durchfahrtshöhe von wenigstens 50 ft (15,2 m) über der höchsten Tide haben müsse, was 28,7 m über dem niedrigsten Wasserstand entspricht.
Damals hatte die von John Rennie senior entworfene erste Southwark Bridge (1819) mit 73 m die größte Spannweite aller je gebauten gusseisernen Bogenbrücken. Brunel selbst hatte für die Clifton Suspension Bridge zunächst Entwürfe für Kettenbrücken mit Spannweiten von weit über 900 ft eingereicht (die beauftragte Brücke hat eine Spannweite von immer noch 702 ft), aber nach der allgemeinen Meinung kamen Hängebrücken, da zu weich, nicht als Eisenbahnbrücken in Betracht. Robert Stephensons Conwy Railway Bridge (1846–1848) und seine im Anschluss daran gebaute Britanniabrücke (1846–1850), bei denen er sich auf die von William Fairbairn und Eaton Hodgkinson durchgeführte Tests und Berechnungen stützte, waren damals die einzigen großen Eisenbahnbrücken. Allerdings konnten sie Brunel nur bedingt als Vorbild dienen, da ihre großen Hohlkästen, durch die die Züge fuhren, als viel zu teuer eingeschätzt wurden.
Brunel entschied sich daher, auf der 300 ft weiten Hauptbrücke die beiden Gleise jeweils an ein großes rundes Rohr anzuhängen, das von hohen Pylonen getragen wurde und 15,2 m (50 ft) oberhalb der Gleise angeordnet war, also einen großen Abstand zu den Zügen mit ihren qualmenden Lokomotiven hatte. Im Abstand von je 100 ft zwischen den Pylonen befanden sich zwei gabelförmige Träger, die das Rohr mit den seitlichen Rändern des Gleisträgers verbanden. Die Enden des Rohres und die beiden unteren Ende der gabelförmigen Träger waren durch Ketten verbunden. Dadurch wurde das Rohr zu einem unterspannten Träger, gleichzeitig wirkten die Träger als Hänger für den Gleisträger. Die Konstruktion wurde durch diagonale Stangen nach Art eines Fachwerks verstärkt und versteift.

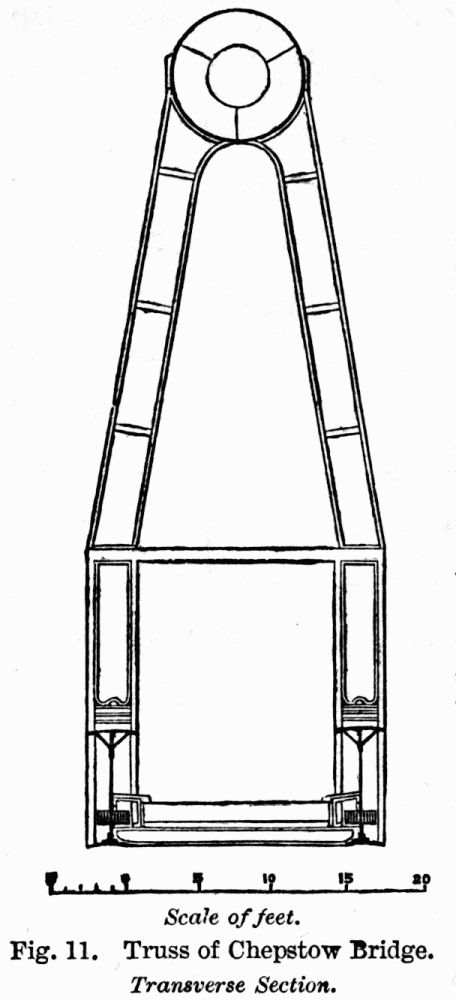
Schema Tragwerk der Hauptbrücke

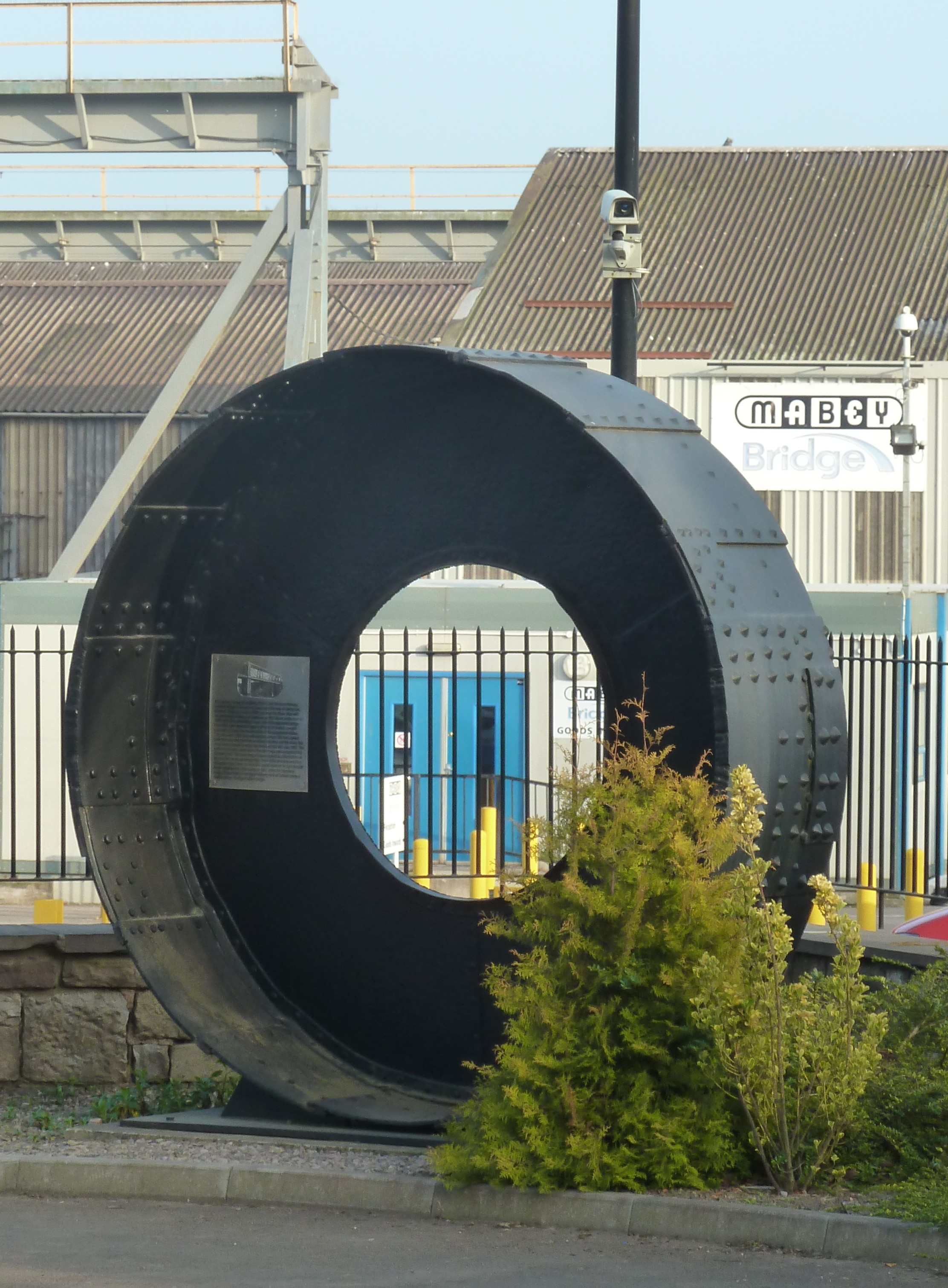
Abschnitt eines der Rohrträger

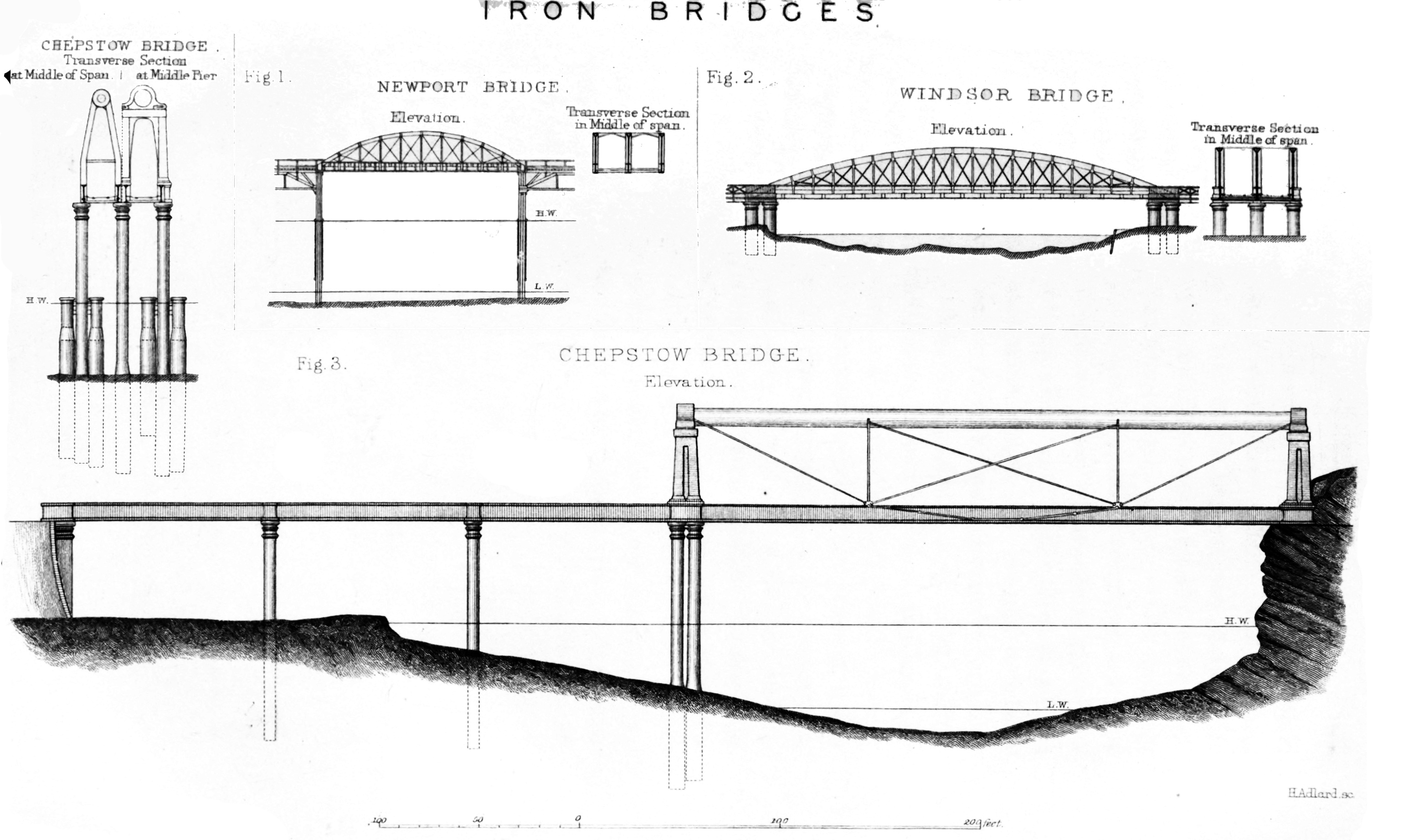
Aufriss der Chepstow Railway Bridge (unten)

Die Rohre hatten einen Durchmesser 2,74 m (9 ft) und waren aus schmiedeeisernen gewalzten Platten zusammengenietet. Sie waren im Inneren in regelmäßigen Abständen durch ringförmige Scheiben versteift. Die beiden Gleisträger bestanden aus zwei je 300 ft langen und 2,29 m (7 ½ ft) hohen schmiedeeisernen Vollwandträgern, einem eisernen Gitterrost und einer Holzdecke. Die noch existierenden Pfeiler wurden aus gusseisernen Rohren zusammengesetzt, mit Beton verfüllt und mit schmiedeeisernen Bändern verstärkt. Die Doppelpfeiler der Hauptbrücke haben einen Durchmesser von 2,44 m (8 ft), die der Vorlandbrücke von 1,82 m (6 ft). Im Bereich des Tidenhubs wurden sie durch weitere Pfeilerstümpfe verstärkt. Die Pfeiler reichen bis auf den gewachsenen Fels hinunter. Die beiden Pylone auf dem Prallhang bestanden aus Mauerwerk. Die am anderen Ufer auf den Doppelpfeilern stehenden Pylone sind aus Gusseisen. Die erwähnten Ketten bestehen aus miteinander verbundenen Augenstäben.
Die Brücke wurde 1852 fertiggestellt.
1954 wurde sie unter Denkmalschutz (Grade II) gestellt.

## Chepstow Railway Bridge (1962)
Die Gezeiten haben der Brücke zwar nichts angetan, aber der eiserne Überbau war nach mehr als hundert Jahren den gestiegenen Lasten des Eisenbahnverkehrs nicht mehr gewachsen. Er wurde daher 1962 durch eine moderne stählerne Fachwerkkonstruktion mit oben liegenden Gleisen ersetzt.
2023 und 2024 wurde die Brücke grundlegend saniert.